# Françoise de Lorena (1592–1669)
Françoise de Lorena-Mercœur (noiembrie 1592 – 8 septembrie 1669) a fost prințesă de Lorena și nora regelui Henric al IV-lea al Franței. A aparținut ramurii Mercœur a Ducilor de Lorena și a fost nepoata Louisei de Lorena, soția regelui Henric al III-lea al Franței. Françoise a fost moștenitoarea tatălui său și deci a fost suo jure Ducesă de Mercœur și Penthièvre.

## Biografie
Françoise a fost cea mai mică din cei doi copii ai Ducelui de Mercœur. S-a născut în noiembrie 1592 la o dată necunoscută; fratele ei, Philippe Louis, a murit în 1590 la vârsta de un an, ea rămânând moștenitoarea unei mari averi. Cu ajutorul spaniolilor tatăl ei l-a învins pe Henri de Bourbon, Duce de Montpensier, pe care Henric al IV-lea al Franței l-a trimis împotriva lui, la Craon în 1592. Ca parte a păcii lor, ei au elaborat un contract de căsătorie, în 1596, prin care fiica ducelui urma să se căsătorească cu fiul recunoscut al lui Henric.
Nunta a avut loc la Palatul Fontainebleau la 16 iulie 1609. Mireasa avea 16 ani iar mirele 15. Cuplul a avut trei copii și au fost bunicii paterni ai Marelui Vendôme (le Grand Vendôme).